# Pimpinella peregrina
Espèce
Pimpinella peregrina, de nom commun Boucage voyageur ou Pimpinelle voyageuse, est une espèce de plantes à fleurs de la famille des Apiaceae et du genre Pimpinella d'origine eurasiatique. 

## Description
Pimpinella peregrina est une plante  bisannuelle de 50 cm à 1 mètre, pubérulente, à souche en fuseau, non ligneuse, nue au sommet. La tige est  pleine, finement striée, rameuse, feuillée. Les feuilles inférieures sont pennatiséquées, ont 5 à 9 folioles orbiculaires en cœur et crénelées, les feuilles moyennes sont incisés-dentés, les supérieures sont divisées en lobes linéaires. Les  fleurs sont blanches, en ombelles de 8 à 30 rayons filiformes, pubérulentes, conniventes à la maturité. Le fruit est petit, subglobuleux, hérissé de poils étalés.
La floraison a lieu en juin et juillet.

## Répartition
Pimpinella peregrina est présente en Europe méridionale, dans le Caucase et en Asie Mineure.
Elle pousse sur des coteaux arides ou rocailleux.

## Médecine
Pimpinella peregrina est une plante médicinale cultivée en Suisse pour ses racines.

## Parasitologie
La fleur a pour parasite Lasioptera carophila. La feuille a pour parasites Semiaphis pimpinellae (sv), Leveillula lanuginosa (ceb), Plasmopara pimpinellae, Puccinia bistortae, Puccinia pimpinellae (sv), Melanagromyza sativae (sv).